# Нунцио, Чарльз
Чарльз Нунцио (англ. Charles Nunzio, 30 октября 1912, Каттафи близ Сан-Филиппо-дель-Мела, Сицилия — 19 октября 2010, Баскинг-Ридж, штат Нью-Джерси, США) — американский аккордеонист итальянского происхождения.
В 1921 г. вместе с семьёй эмигрировал в США, первоначально обосновавшись в Ньюарке. Начал учиться игре на аккордеоне у своего отца, музыканта-любителя. Затем занимался под руководством Фрэнка Умбриако и Пьетро Фрозини. Начиная с 1937 года интенсивно выступал с концертами, в том числе в радиопрограмме своего наставника Фрозини, в том же году выступил как консультант итальянской компании-производителя аккордеонов Soprani и начал преподавать. В 1939 г. во главе ансамбля аккордеонистов дал концерт на Всемирной выставке в Нью-Йорке. С 1943 г. служил в концертном подразделении ВМФ США, выступая перед моряками.
В послевоенные годы вплоть до 1972 г. Нунцио вёл активную педагогическую деятельность (среди его учеников, в частности, Доналд Хьюм). Он опубликовал обширный комплекс упражнений для начинающего аккордеониста «Анон для аккордеона», а также ряд собственных сочинений для аккордеона и обработки около 300 песен. Последнее концертное выступление Нунцио состоялось в 2002 году.
В 1985 г. Нунцио стал первым музыкантом, введённым в открытый в Нью-Джерси Зал славы Американской ассоциации аккордеонистов.